# Lutheriden-Vereinigung

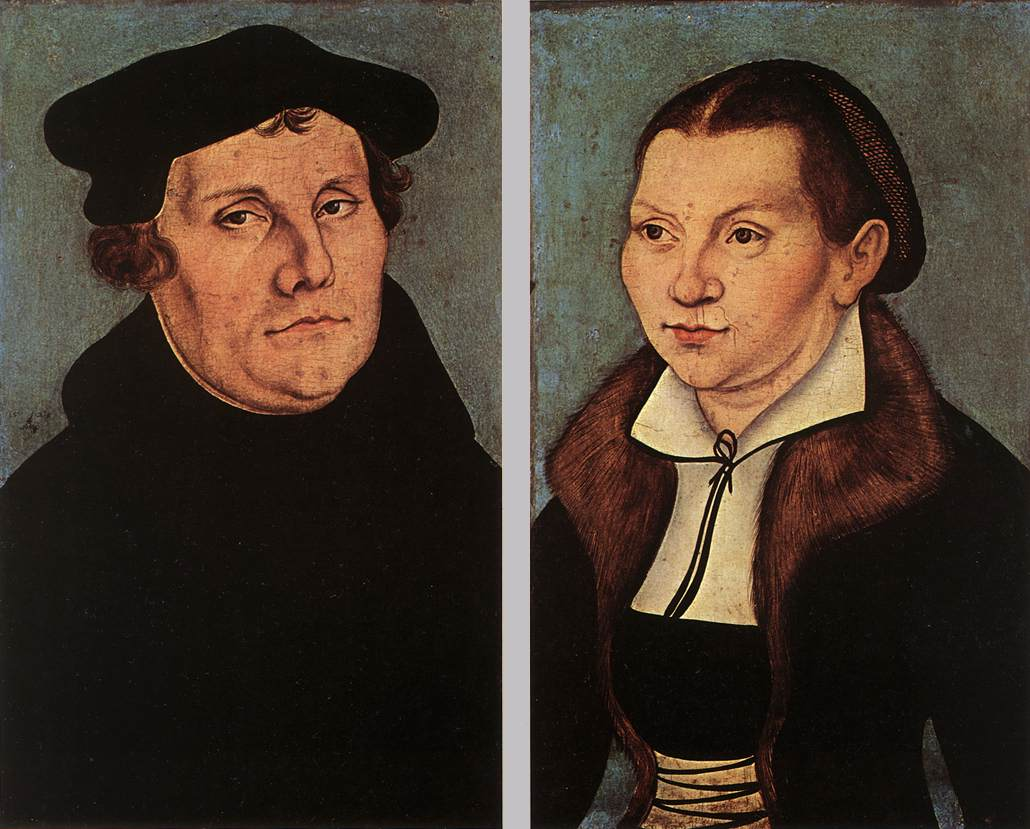
Martin Luther und seine Frau Katharina geb. von Bora, Stammeltern der Lutheriden

Die Lutherrose

Die Lutheriden-Vereinigung e. V. (oft kurz Lutheriden) ist der Familienverein der vom Verein anerkannten Nachkommen Martin Luthers und seiner Frau Katharina von Bora sowie von deren Geschwistern, Cousinen und Cousins. Sitz des Vereins ist Zeitz (Sachsen-Anhalt).
Die Lutheriden-Vereinigung, die als Kennzeichen die Lutherrose verwendet, wurde 1926 in Hamburg von Pastor Otto Sartorius (1864–1947) gegründet. Nach dem Zweiten Weltkrieg zunächst aufgelöst, konnte sich der Verein 1948 erneut bilden. Seit 2001 sind die Lutheriden in Zeitz in Sachsen-Anhalt ansässig, da dort vergleichsweise viele Nachkommen Martin Luthers leben. In Zeitz befindet sich die Lutheriden-Bibliothek als Bestandteil der Stadtbibliothek Martin Luther mit vielen Exponaten, deren Pflege und Vervollständigung der ebenfalls dort ansässige, gemeinnützige Förderverein Lutheriden-Bibliothek e. V. übernommen hat.

## Aufgaben
Die Tätigkeitsfelder sind:
- Geist und Sinn Martin Luthers in der Allgemeinheit und bei seinen Nachkommen zu erhalten und zu pflegen und unter reger Pflege der verwandtschaftlichen Beziehungen lebendig zu halten
- Organisation von Familientreffen
- Veröffentlichung von Nachrichten und Informationen über die Lutheriden und deren Vorfahren in den Familienblättern
- Aufbau und Pflege einer Luther-Bibliothek in Zeitz[6]
- Genealogische Nachforschungen.

Über eine Anerkennung als gemeinnütziger Verein werden keine Angaben gemacht.

## Logo: Lutherrose

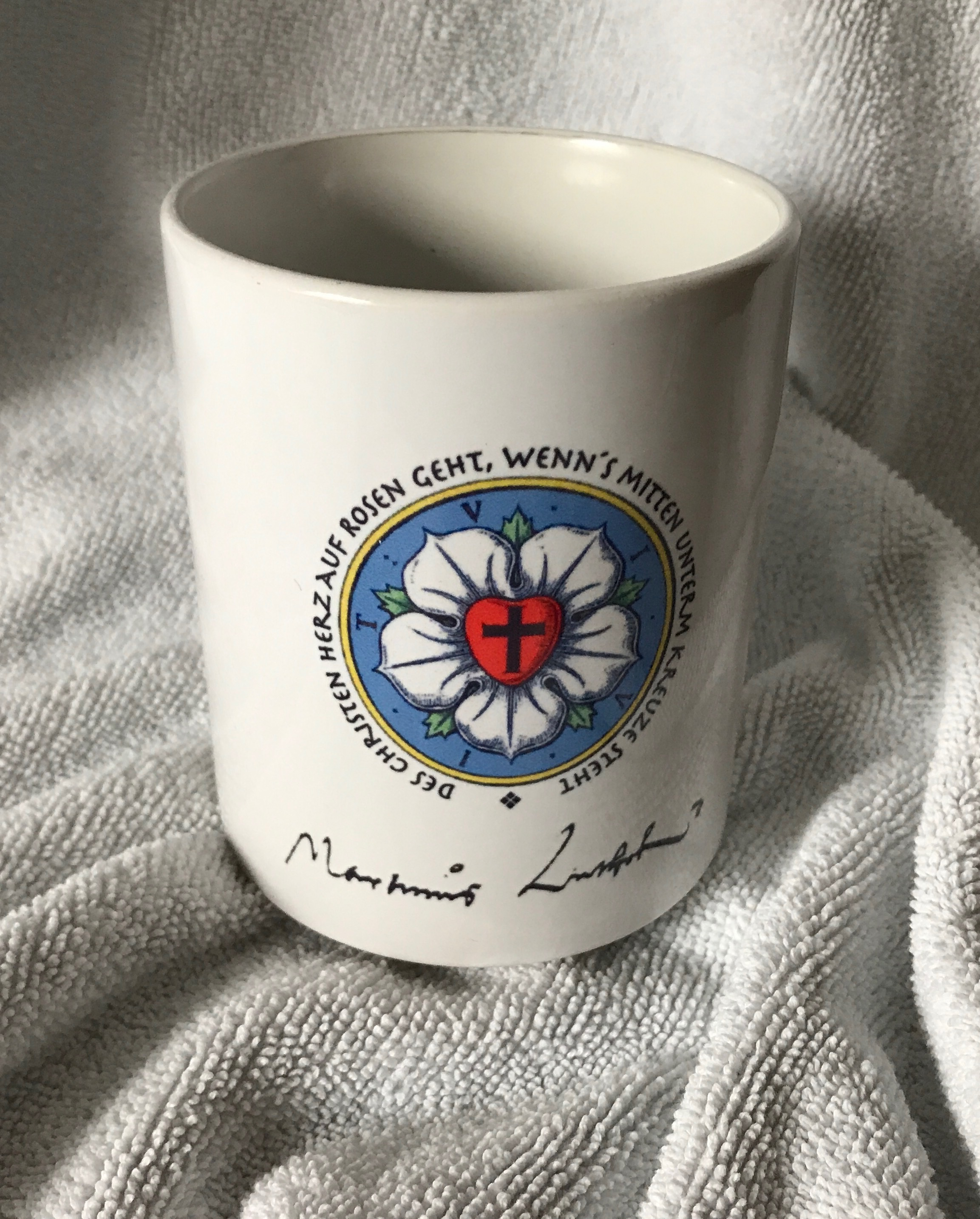
Lutherrose der Lutheriden-Vereinigung e. V.

Die von der Lutheriden-Vereinigung e. V. genutzte Lutherrose geht auf eine Zeichnung zurück, die 1960 im Buch Das neue Luther-Nachkommenbuch des Starke Verlags Limburg verwendet wurde. Sie unterscheidet sich von den meisten vorkommenden Lutherrosen durch die Teilung der Blätter oberhalb des Kreuzes. Die Umschrift „Des Christen Herz auf Rosen geht, wenn’s mitten unterm Kreuze steht“ drückt dabei eine theologische Position Luthers aus, die sich aus der eigenen Erklärung Luthers zur Nutzung der Lutherrose gegenüber Lazarus Sprengler (1479–1534) ableiten lässt.

## Mitglieder
Da Martin Luthers letzter Nachkomme in männlicher Linie, Johann Gottlob Luther, am 3. November 1759 ohne männliche Nachkommen verstarb, gibt es heute keine direkten männlichen Nachfahren mehr, die den Namen Luther tragen.
Eine Mitgliedschaft ist nur möglich für vom Vereinsvorstand anerkannte Nachkommen von Martin Luther, seiner Frau Katharina von Bora oder deren Großeltern.
Derzeit hat der Verein etwa 200 Mitglieder, darin sind aber nicht die Ehepartner oder Kinder enthalten.
Die Gesamtzahl der als Mitglieder in Betracht kommenden Nachkommen der Großeltern des Reformators und seiner Ehefrau schätzt der Verein derzeit auf 27.300 Personen:
Zugeschrieben werden dem Reformator (1483–1546) selbst etwa 10.000 direkte Nachkommen, davon seinen Kindern Johannes (1526–1575) 3.000 Nachkommen (davon lebten oder leben 1.000 auf der Nordseeinsel Pellworm), Paul (1533–1593) 6.000 Nachkommen und Margarete (1534–1570) 800 Nachkommen. Dem Bruder Jacob Luther (1490–1571) werden 5.000 Nachkommen zugeschrieben, einer vom Reformator nie erwähnten Schwester „Elisabeth“ 1.000 Nachkommen. Weiterhin werden den Großvätern Heine Luder bzw. Johann Lindemann 8.500 bzw. 2.000 Nachkommen zugeschrieben.
Der Verein vertritt die von Genealogen nicht anerkannte These, dass die Ehefrau des Reformators, Katharina von Bora (1499–1552) in Hirschfeld bei Nossen geboren sei und schreibt ihrem angeblichen Großvater Jan von Haugwitz 800 Nachkommen und Verbindungen zu vielen sächsischen Uradelsgeschlechtern zu.
Der Verein sammelt genealogisches Material, erteilt aber nur kostenpflichtig Auskünfte daraus.

## Publikationen

### Regelmäßige Publikationen
- Familienblatt der Lutheriden-Vereinigung

Die Lutheriden-Vereinigung veröffentlicht in der Regel zweimal im Jahr ihr Familienblatt der Lutheriden-Vereinigung. Es handelt sich hierbei um keine wissenschaftliche Publikation, sondern um eine Schrift, in der hauptsächlich über das Vereinsleben (Familientreffen und Versammlungen) berichtet wird. Einige Ausgaben erhalten zudem Berichte über Aktionen, die im Zusammenhang mit Martin Luther oder den Familien der Nachkommen stehen, aber auch Abdrucke von Vorträgen, Buchbesprechungen und diversen Beiträgen über Martin Luther und Katharina von Bora.
Die Familienblätter der Jahre 1926 bis 2022 sind auf der Internetseite der Lutheriden-Vereinigung abrufbar.
| Titelblatt Erstausgabe #8/1926 | Titelblatt Familienblatt #2/1930 mit dem Logo der Familienblätter | Titelblatt Familienblatt #6/2017 |
| ------------------------------ | ----------------------------------------------------------------- | -------------------------------- |

### Nachkommenbücher
- Otto Sartorius: Die Nachkommen Dr. Martin Luthers in vier Jahrhunderten, 1926

Im Auftrag des Vereins gab der damalige Vorsitzende Martin Clasen 1960 Das neue Luther-Nachommenbuch heraus, in dem alle Familienzweige, teilweise auch von den Nachkommen der Geschwister Martin Luthers, dargestellt sind.
- Friedel Damm: Die Nachkommen von D. Martin Luther und Katharina von Bora, Neuauflage, Stahnsdorf 2005
- Friedel Damm: Die Stammverwandten von D. Martin Luther, Stahnsdorf 2005
- Friedel Damm: Die Seitenverwandten von D. Martin Luther, Stahnsdorf 2005

Friedel Damm war bis 2009 Genealogin der Lutheriden-Vereinigung und Vorsitzende des Fördervereins der Lutheridenbibliothek in Zeitz. Seit 1981 beschäftigte sie sich mit den Nachkommen der Familie Luther. Selbst nicht von der Familie Luther abstammend, richtete sie ihr Interesse auf die Familiengeschichte ihres Mannes, des späteren Schatzmeisters der Lutheriden Emil Damm. Als Genealogin der Lutheriden veröffentlichte sie die o. g. Publikationen zu den Nachkommen Martin Luthers sowie seinen Stamm- und Seitenverwandten.
- Die Nachkommen Dr. Martin Luthers und Katharina von Bora

Die Lutheriden-Vereinigung e. V. gab im September 2015 einen eigenen Neudruck des Nachkommenbuchs heraus, in dem alle Familienzweige ohne die Seitenlinien dargestellt sind. Die Nachkommen des Reformators Martin Luther wurden bearbeitet von Alfred Jacobsen und Hans Peter Werner. Das Buch ist eine Weiterführung der Ausgaben nach Richter (1733), Nobbe (1846), Sartorius (1926), Clasen/Schmidt (1960) und Damm (2005).